# Абовские говоры
А́бовские го́воры (абовский диалект) (словац. abovské nárečia, abovčina) — говоры восточнословацкого диалекта, распространённые в юго-западной части восточнословацкого языкового ареала. Относятся к западным восточнословацким говорам наряду со спишскими и шаришскими говорами.
Некоторое влияние на формирование диалектных особенностей абовских говоров оказал венгерский язык.
Ряд диалектных черт абовских говоров встречается в югославо-русинском языке, распространённом среди русинского населения в Сербии (Воеводина) и отчасти в Хорватии (Славония).

## Область распространения
Областью распространения абовских говоров является историческая область Абов — центральные районы Кошицкого края в среднем течении реки Горнад — окрестности города Кошице. На западе абовские говоры граничат с гнилецкими говорами спишской группы, на севере и северо-западе — с говорами шаришской группы, включая переходные шаришско-спишские говоры. С северо-востока и востока к абовским говорам примыкает территория распространения земплинских говоров, с юго-запада — область словацких диалектно разнородных говоров, распространённых чересполосно с говорами венгерского языка. Юго-восточная часть границы абовского ареала совпадает со словацко-венгерской границей (к юго-восточным абовским говорам непосредственно примыкает область распространения венгерского языка).

## Особенности говоров
Абовские говоры характеризуются большинством диалектных признаков восточнословацкого диалекта, включая такие, как:
1. Сочетания roT-, loT- на месте праславянских сочетаний *orT-, *olT- не под акутовым ударением: lokec «локоть», rokita «ракита», loňi «в прошлом году» и т. п.
2. Наличие на месте праславянского носового ę после губных согласных /e/ (в кратком слоге): meso «мясо», hovedo «скотина», dzevec «девять» и т. п. и /ɪ̯a/ (в долгом слоге): pamɪ̯atka «память», «памятник», dzevɪ̯ati «девятый» и т. п.
3. Отсутствие долгих гласных: mam «(я) имею», davam «(я) даю», luka «луг», dobri «добрый», «хороший» и т. п.
4. Сочетания плавных с гласным на месте слоговых [r̥] и [l̥]: /ar/ (tvardi «твёрдый»); /er/ (śerco «сердце»); /ir/ (virba наряду с vɪ̯erba/verba «верба»); /ri/; /al/ (halboki «глубокий»); /el/ (vil’k/vel’k «волк»); /ol/, /ul/ (polno/pulno «полно»), /lu/ (slunko «солнце»), /li/ (hl’iboko «глубоко»).
5. Изменение мягких /t’/ и /d’/ в [c], [dz]: dzeci «дети», dzedzina «деревня», cixo «тихо», volac «звать» и т. п.
6. Парокситоническое ударение (всегда падающее на предпоследний слог).
7. Окончание существительных -och, общее для форм родительного и местного падежа множественного числа всех трёх родов: bratox «братьев», «о братьях», ženox «женщин», «о женщинах», mestox «городов», «о городах», и окончание -om, общее для форм дательного падежа множественного числа всех трёх родов: bratom «брату», ženom «женщине», mestom «городу»;
8. Окончание -ima в творительном падеже множественного числа прилагательных и местоимений: s tima dobrima «с этими добрыми», z mojima «с моими», ś n’ima «с ними» и т. п.
9. Наличие таких форм прошедшего времени глагола byt’ «быть» как bul «он был», bula «она была», bulo «оно было», bul’i «они были» и другие диалектные черты.

Кроме этого в абовских говорах отмечается ряд собственных местных диалектных черт, к которым относят:
1. Наличие гласной /e/ в словах типа hňev «гнев», retki (riedky) «тонкий» и т. п. и наличие гласной /o/ в словах типа nož, koň, stoj и т. п. Гласные /e/ и /o/ в данных типах слов встречаются также в спишских говорах, а в шаришских и земплинских им соответствуют /i/ и /u/ (hňiv, в земплинских — hňiu̯; kuň, stuj).
2. Утрата фонемы /x/, как и в некоторых центральных спишских говорах — фонема /x/ совпала с /h/: muha (слов. литер. mucha «муха»). Вероятной причиной данного языкового явления могло быть влияние языковых контактов с венгерским языком[7].
3. Произношение [š], [ž] в большинстве говоров на месте восточнословацких мягких шипящих /s’/, /z’/. Данная черта, возможно, также является результатом влияния на абовские говоры венгерского языка.
4. Наличие глаголов типа rozumic, l’ežic, kričic и т. п.
5. Форма причастия прошедшего времени типа robel, robela. Для спишских говоров характерно наличие причастий pekol, ňesol, в шаришских и земплинских им соответствуют причастия pik, ňis.
6. Форма f Košici, противопоставленная форме f Košicoch, распространённой в остальных говорах восточной Словакии.

Кроме того диалектные особенности встречаются ограниченно в западной и восточной частях абовского ареала:
1. В западных абовских говорах, как и в земплинских, распространено произношение /o/ в словах типа pjesok, źlabok, doska, statočni, zhinol и т. п. В спишских и шаришских говорах в словах данного типа произносится гласная /e/: pisek, źl’abek, statečni и т. п.
2. В восточных абовских говорах, как и в земплинских, распространено произношение неслогового [u̯] в конце слога перед согласной и в конце слова на месте /v/: dziu̯ka, prau̯da, stau̯ и т. п. В спишских и шаришских говорах /v/ в данной позиции оглушается в [f] — dzifka, staf.
3. Предлог ku произносится в восточных абовских говорах как gu. В земплинских ku также произносится как gu в отличие от спишских и шаришских говоров, где сохраняется произношение ku.
4. Окончание -oj одушевлённых существительных мужского рода в дательном и местном падежах: sinoj (слов. литер. synovi «сыну»). Данное явление распространено главным образом в восточных районах Абова и схоже с земплинскими говорами. Противостоит наличию окончания -ovi в спишских и шаришских говорах.